# Кузьминичский сельсовет (Гомельская область)
Кузьминичский сельсовет (белор. Кузьмініцкі сельсавет) — упразднённая административная единица на территории Добрушского района Гомельской области Республики Беларусь. Административный центр — агрогородок Кузьминичи.

## История
После второго укрупнения БССР с 8 декабря 1926 года сельсовет в составе Краснобудского района Гомельского округа БССР. С 4 августа 1927 года в составе Тереховского района. 30 декабря 1927 года сельсовет укрупнён, в его состав вошла территория упразднённого Быковского сельсовета, и реорганизован в Кузьминицкий национальный русский сельсовет. После упразднения окружной системы 26 июля 1930 года в Тереховском районе БССР. В 1935 году реорганизован в белорусский сельсовет. С 20 февраля 1938 года в составе Гомельской области. С 25 декабря 1962 года в составе Добрушского района. На 1 января 1974 года в составе сельсовета было 6 населённых пунктов.
16 декабря 2009 года населённые пункты — посёлок Уборок и деревня Хорошевка, входившие в состав Кормянского сельсовета, включены в состав Кузьминичского сельсовета.
Деревня Красный Партизан исключена из состава Кузьминичского сельсовета и включена в состав Ленинского сельсовета.
С 22 июля 2015 года посёлок Уборок и деревня Хорошевка, входившие в состав Кузьминичского сельсовета, включены в состав Кормянского сельсовета.
24 июля 2022 года посёлок Степанов упразднён .
14 января 2023 года Кормянский и Кузьминичский сельсоветы Добрушского района Гомельской области объединены в одну административно-территориальную единицу – Кормянский сельсовет Добрушского района Гомельской области, с включением в его состав земельных участков Кузьминичского сельсовета.

## Состав
Кузьминичский сельсовет включает 5 населённых пунктов:
- Галое — посёлок
- Знамя — деревня
- Красный Камень — посёлок
- Кузьминичи — агрогородок
- Слобода — деревня

Исключённые населённые пункты:
- Красный Партизан — деревня
- Уборок — посёлок
- Хорошевка — деревня
- Степанов — посёлок